# Juan Félix Urcullú López
Juan Félix Urcullú López (Santiago, Chile, 30 de marzo de 1845 - Santiago, Chile, 23 de agosto de 1913) fue un militar chileno que participó en las Campañas de Ocupación de la Araucanía, el Motín de los Artilleros, la Guerra del Pacífico y la Guerra Civil de 1891.

## Reseña biográfica
Juan Félix Urcullú nació en Santiago de Chile el 30 de marzo de 1845, hijo del Comisario de la Policía Sanitaria don Fernando Urcullú y de doña Rosario López. Casado con Arsenia de la Vega y padre de 8 hijos. Participó en las Campañas de Ocupación de la Araucanía  formando parte del 8.º de Línea bajo las órdenes de don José Antonio Gutiérrez y de don Orozimbo Barbosa. Posteriormente pasaría a desempeñarse como Ayudante Mayor del Batallón Buin 1.º de Línea en Angol.
En el año 1875 ingresa como oficial al regimiento de Artillería de Marina. De enero a marzo de 1878 en la ciudad de Punta Arenas, se hace cargo de las actuaciones como Fiscal Mayor y preside el consejo de guerra de los involucrados en el Motín de los Artilleros sublevados en contra de don Diego Dublé Almeida.
Inicia la Guerra del Pacífico como Capitán del regimiento de Artillería de Marina. Desempeñó el cargo de Comandante Militar de Tocopilla. En la Batalla de Tarapacá fue herido de bala en la pierna izquierda, lo que no le impidió seguir combatiendo. El  24 de febrero de 1880 es nombrado 2.º Ayudante del Estado Mayor y prosiguió con las Campañas terrestres de Moquegua, Tacna y Lima. El 22 de noviembre de 1880 es ascendido a Sargento Mayor, desempeñándose en el estado mayor como Jefe de Parque de la II división. En 1883 nacen e sus hijos Clorinda y Óscar en Lima durante la ocupación de dicha ciudad. En 1844 se inicia como Masón en El Callao.
Durante el gobierno de don José Manuel Balmaceda, toma parte por las fuerzas del presidente como Teniente Coronel Comandante del Regimiento Andes. A principios de 1891 se moviliza al norte junto a su regimiento para formar parte de la División Camus la cual tendría que volver marchando por Argentina entre los meses de marzo y mayo. Es durante este período que nace su Hijo Manuel un 8 de abril, y que años después se casaría con la nieta de su jefe y amigo don José Antonio Gutiérrez fallecido en marzo del mismo año. El 21 de agosto de 1891 se encontraba al mando de su unidad en la 5.º Región cuando fueron derrotados por las fuerzas leales al Congreso.
El 5 de mayo de 1897 asume como Prefecto de la Policía de San Felipe.
Fallece a los 69 años producto de un cáncer el 23 de agosto de 1913 en Santiago.

## Guerra del Pacífico
Inicia la Guerra del Pacífico como Capitán del Regimiento de Artillería de Marina. Desempeñó el cargo de Comandante Militar de Tocopilla presenciando el 6 de julio de 1879 el ataque de la Cañonera Pilcomayo sobre trece lanchas y el Bergantín Matilde Ramos.
“No teniendo elementos con que impedir la destrucción de las lanchas y no siendo posible, por otra parte, comprometer la población, contesté al teniente parlamentario que podían desde luego emprender su obra de destrucción, pero que estaba dispuesto a impedir cualquier intento de desembarco”. (Parte Oficial de la Comandancia de la Guarnición i Subdelegados de Tocopilla. Juan F. Urcullú. Tocopilla, julio 6 de 1879)
Durante la Campaña de Tarapacá participó en el Desembarco y Toma de Pisagua, la Batalla de Dolores en donde es reconocido en el parte de don Emilio Sotomayor por su participación activa en el combate, y en la Batalla de Tarapacá bajo el mando del comandante de la Artillería de Marina, don José Ramón Vidaurre. Fue en Tarapacá en donde tuvo una destacada participación incluso resultando herido, lo que no le impidió seguir adelante con su deber combatiendo a las fuerzas aliadas. 
“Los capitanes Alamos, Urcullu, Carvallo, García i Rafael González, al frente de sus unidades no desmayaban en su empeño…  I tantos otros dignos oficiales de ese cuerpo, que en verdad no contó en esa jornada jamás a sus enemigos, ni midió tampoco el peligro...
La Artillería de Marina tenía más de 50 bajas; i en aquella primera etapa de glorias i de sacrificios, habíale cabido el mejor lote, sin embargo, a las 2 de la tarde ya estaban heridos sus valientes capitanes Urcullu i Silva Renard, que no por eso se habían retirado del campo de batalla...
En su línea de batalla, cargaron con bríos, Guillermo Zilleruelo, Yáñez i Blanco i Quiroz, i ahí pelearon también Francisco Amor i Félix Urcullu, que a pesar de estar herido, se batió hasta que terminó la batalla. 
Urcullu, dejó tres clase i nueve, soldados en aquel campo; el sarjento 2.º don Albino Piño i los cabos Fernando Gallegos i Francisco García.”
(Batalla de Tarapacá 27 de Noviembre de 1879. Nicanor Molinare)
El  23 de febrero de 1880 es nombrado 2.º Ayudante del Estado Mayor por el Coronel  don José Domingo Amunátegui, terminando su servicio en el Regimiento de Artillería de Marina.
Durante marzo de 1880 participó en la expedición a Moquegua formando parte del Estado Mayor como ayudante, siendo recomendado por su participación en el Combate de Los Ángeles en el parte del don Manuel Baquedano.

En la Batalla de Tacna, como miembro del Estado Mayor, fue nuevamente acreedor de una recomendación por parte de don Manuel Baquedano, para luego desempeñar similar cargo durante la Batalla de Arica.
"Grábense en la historia los nombres de aquellos jóvenes soldados de entonces, que se llaman Silva Arriagada, José I. López, Toro Herrera, Vicente Videla, La Barrera, Rivera, Gregorio Silva, Urcullo, Salamanca, Vivanco, Marcos López, Ricardo Gormaz, Novoa, Luis V. Gana, Avaria y tantos otros, para quienes desafiar al peligro, buscar la muerte por Chile era cosa fácil, tarea que no prestaba dificultad ninguna. Para los que con honra defendieron...

Figuraban como ayudantes del Estado Mayor los señores teniente coronel don Waldo Díaz; sargentos mayores don Guillermo Troup, don Fernando Lopetegui, don José Manuel Borgoño, don Belisario Villagrán y don Camilo Letelier; los capitanes señores Juan Félix Urcullu, Francisco Villagrán, Alberto Gormaz, Alfredo Cruz Vergara y Juan N. Rojas..." (Asalto y Toma de Arica 7 de Junio de 1880. Nicanor Molinare.).
El 23 de noviembre de 1880  es ascendido a Sargento Mayor de las Guardias Nacionales y Jefe de Parque de la 2.º División de Ejército, cargo que desempeñó para los combates de San Juan, Chorrillos y Miraflores del 13 al 15 de enero de 1881, teniendo como ayudantes al Capitán don Pedro del Canto y al Teniente don Belisario Zelaya.
Se mantuvo durante la ocupación Chilena sobre el Perú, hasta al menos 1884 cuando nacieron en Lima sus hijos Clorinda y Óscar.